# قنطريون بصيلي
القنطريون البصيلي واسمه العلمي (باللاتينية: Centaurea bulbosa) نوع نباتي ينتمي إلى جنس القنطريون من الفصيلة النجمية.